# Erupția (film)

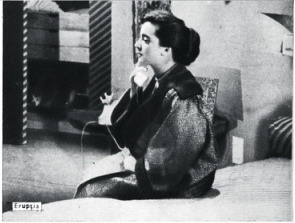
Lica Gheorghiu în Erupția.

Erupția este un film românesc din 1957 regizat de Liviu Ciulei cu Eva Christian, Lucia Mara Dabija și Lica Gheorghiu în rolurile principale.

## Prezentare
Producția unui puț de petrol este foarte necesară pentru supraviețuirea lucrătorilor și a familiilor lor care locuiesc în apropiere.

## Distribuție
- Eva Christian
- Lucia Mara Dabija
- Lica Gheorghiu
- Graziela Albini
- Jean Bart
- Dorin Dron
- Aurel Cioranu
- Benedict Dabija
- Manole Teodorescu-Bădia
- Ștefan Ciubotărașu
- Nicolae Șubă
- Lazăr Vrabie
- Costel Constantinescu
- Alexandru Vrancea
- Willy Ronea
- Mihai Mereuță

## Primire
Filmul a fost vizionat de 2.234.196 de spectatori în cinematografele din România, după cum atestă o situație a numărului de spectatori înregistrat de filmele românești de la data premierei și până la data de 31 decembrie 2014 alcătuită de Centrul Național al Cinematografiei.